# Siostry Pijarki
Instytut Córek Maryi Sióstr Szkół Pobożnych – katolicki zakon żeński powstały przy zakonie pijarów. Każda siostra po swoim imieniu posiada skrót: SchP – Scholae Piae, co oznacza: Szkoły Pobożne.

## Historia Instytutu
Dwa i pół wieku po otwarciu przez św. Kalasancjusza pierwszej w Europie bezpłatnej szkoły dla najuboższych chłopców, święta Paula Montal założyła w Hiszpanii Zgromadzenie Sióstr Pijarek, które zajęło się wychowaniem i nauczaniem dziewcząt.

## Cele Instytutu
Celem pijarskiej misji wychowania jest według samego Instytutu: "przygotowanie młodzieży do bycia zbawczym zaczynem rodziny, aby młode pokolenia współdziałały w budowaniu świata bardziej sprawiedliwego i braterskiego". Instytut Sióstr Pijarek realizuje swoje apostolstwo w oparciu o hasło "Pobożność i nauka" upatrując w powszechnym kształtowaniu i rozwoju dzieci i młodzieży najskuteczniejszy sposób wpływania na rozwój społeczeństwa i jego przyszłość.

## Charakter misji wychowawczej Instytutu
Bardzo istotnym elementem w pijarskiej misji wychowawczej jest zachowanie indywidualności każdego dziecka, uszanowanie jego odrębności i pomoc w rozwoju zarówno duchowym jak i intelektualnym. Ważnym czynnikiem wychowania w szkole jest ścisła współpraca szkoły i rodziców. "Proces formacji kandydatek odbywa się na trzech etapach: przednowicjat, nowicjat i juniorat, i zmierza by w środowisku wspólnoty pijarskiej dziewczęta doszły do rozeznania swojego powołania i stopniowo w nim dojrzewały (Konstytucje, pkt 91)".